# Wilhelm Vollmann (Politiker)
Wilhelm Vollmann (* 6. September 1939 in Köln) ist ein deutscher Politiker und war inoffizieller Mitarbeiter der DDR-Staatssicherheit.

## Leben
Nach dem Abitur belegte Vollmann 1959 ein Studium der Psychologie in Köln, Bonn, Mainz und Bremen zum Diplom-Psychologen. Er wurde 1976 an der Universität Bremen zum Thema Förderungswürdig? Erkenntnistheoretische Überlegungen und eine empirische Untersuchung zum Thema: Öffentliche Forschungssubvention promoviert. Mit Unterbrechungen war er bis 2005 Wissenschaftlicher Angestellter der Universität Bonn, Institut für Psychologie, und betätigte sich zusätzlich in der Organisations-, EDV-, Kommunikations- und Personalberatung (Eignungsdiagnostik).
Vollmann war von 1968 bis 1994 Mitglied der SPD. Von 1973 bis 1975 war er Vorsitzender der Arbeitsgemeinschaft der Jungsozialisten in der SPD, Landesverband Nordrhein-Westfalen. Bis September 1993 war Vollmann Mitglied im Unterbezirksvorstand Köln, des Bezirksausschusses Mittelrhein der SPD, im Rat der Stadt Köln und zeitweise stellvertretender Fraktionsvorsitzender sowie bis 1989 in der Landschaftsversammlung Rheinland. Er ist Mitglied der ÖTV, der IG Medien, der Arbeiterwohlfahrt und des Arbeitskreises Drogenhilfe Köln e.V. Mitglied des Landtags NRW war er vom 31. Mai 1990 bis 30. September 1993. Der SPD-Austritt erfolgte im Februar 1994, um dem beantragten Parteiausschlussverfahren seines Ortsvereins Dellbrück zuvorzukommen. Er wurde im April 2008 in das rheinland-pfälzische WASG-Parteiratspräsidium gewählt.

## Mitarbeiter der Staatssicherheit
Vollmann unterschrieb 1970 in Ost-Berlin eine Verpflichtungserklärung als inoffizieller Mitarbeiter der Staatssicherheit und arbeitete bis 1989 dort unter dem Decknamen Crohne.
Im Juli 1996 verurteilte ihn das Oberlandesgericht Düsseldorf wegen „DDR-Spionage“ zu einer Freiheitsstrafe von neun Monaten auf Bewährung und eine Geldbuße von 10.000 Mark, weil er auf rund zwanzig konspirativen Treffen seinen Führungsoffizieren mündliche Einschätzungen der weltpolitischen Lage im Allgemeinen und über den Zustand der SPD im Besonderen gab.

## Tätigkeiten
Vollmann war Netzwerkbeauftragter der Philosophischen Fakultät der Universität Bonn, Systemadministrator ISPI (InformationsSystem Psychologisches Institut) und Verantwortlicher für die IT-Dienste des Psychologischen Instituts, Alternsforschung und Projektleiter des IT-Portals SeniorWeb „von, für und über ältere Menschen“, weiterhin betätigte er sich wissenschaftlich im Bereich Diagnostik und Kommunikationsverhalten von Senioren.

## Publikationen
- Helmut Krauch, Wilhelm Vollmann, in H. Krauch (Ed.): Methoden und Probleme der Forschungs- und Entwicklungsplanung. Verlag: R. Oldenbourg München/Wien 1972
- Wilhelm Vollmann, in H. Krauch (Ed.): Systemanalyse in Regierung und Verwaltung. Verlag: P. Haupt, Bern und Stuttgart, 2. Auflage 1976
- Hans Ahlborn, Alexander von Cube, Georg Rudinger, Wilhelm Vollmann; Das Publikum im Prozeß der Massenkommunikation – aktiver oder passiver Partner? Verlag: Gruner + Jahr, Hamburg 1973, G+J Schriftenreihe Band 14.
- L. Nellessen, W. Vollmann, in Bierfelder (Ed.), Handwörterbuch des Öffentlichen Dienstes, das Personalwesen. "Verwaltungspsychologie".